# Exposition spécialisée de 2012
L'Exposition Spécialisée Yeosu 2012, ou Expo 2012 Yeosu (Hangul : 2012 여수세계박람회, hanja : 2012 麗水世界博覽會), est une Exposition internationale reconnue par le Bureau international des Expositions (BIE) se déroulant pendant trois mois, du 12 mai au 12 août 2012, à Yeosu dans la province de Jeollanam (Jeolla du Sud), en Corée du Sud. C’est la deuxième Exposition internationale en Corée approuvée par le  (BIE) après l’Exposition spécialisée de Daejeon en 1993.

## Introduction
- Nom officiel (coréen) : 2012 여수세계박람회
- Nom officiel (anglais) : International Exposition Yeosu Korea 2012, EXPO 2012 YEOSU KOREA
- Président du comité : Kang Dong-Suk
- Thème : « Pour des côtes et des océans vivants »
- Mascottes : « Yeony », « Suny »
- Localisation : Superficie de la zone de l’Exposition 250 000 m2 sur un terrain de 1 740 000 m2 dans la zone Shinhang, à Yeosu, province de Jeollanam-do, en Corée du Sud.
- Durée de l’Exposition : du 12 mai au 12 août 2012 (93 jours)
- Installations : Pavillon thématique, pavillon international, pavillon de la Corée du sud, pavillon des espèces marines, pavillon des organisations internationales, tour panoramique, Big-O etc.
- Retombées (prévues) : Effet économique attendu : augmentation de la production nationale de 12 200 milliards de wons, création de valeur ajoutée de 5 700 milliards de wons, 79 000 créations d’emplois directs et indirects.
- 8 000 000 de visiteurs prévus, 8 203 956 visiteurs accueillis[1].

### Choix de la ville
La ville de Yeosu a été choisie par le vote des États membres du Bureau international des Expositions, à sa 142e conférence qui s’est tenue à Paris le 26 novembre 2007. Elle a obtenu des votes supérieurs à Tanger et à Wrocław.

## Liste des participants
Au 26 janvier 2012, 103 pays et 9 organisations internationales : (par continent et confirmation de participation de la plus récente à la plus ancienne)
| Continent                     | Nombre | Pays |
| ----------------------------- | ------ | --- |
| Europe                        | 17     | Suède, Arménie, Monaco, Lituanie, Russie, France, Danemark, Italie, Belgique, Norvège, Pays-Bas, Roumanie, Espagne, Allemagne, Suisse, Turquie, Ukraine |
| Amérique                      | 13     | Mexique, Dominique, Grenade, Saint-Christophe-et-Niévès, Antigua-et-Barbuda, Uruguay, Argentine, Suriname, États-Unis, Équateur, Colombie, Paraguay, Nicaragua |
| Asie                          | 29     | Turkménistan, Philippines, Malaisie, Indonésie, Bangladesh, Singapour, Sri Lanka, Tadjikistan, Timor oriental, Brunei, Israël, Inde, Pakistan, Mongolie, Qatar, Maldives, Laos, Chine, Kazakhstan, Népal, Viêt Nam, Émirats arabes unis, Oman, Azerbaïdjan, Cambodge, Thaïlande, Yémen, Japon, Arabie saoudite |
| Afrique                       | 26     | Union des Comores, Rwanda, Érythrée, Guinée, Gambie, Ouganda, Guinée équatoriale, République centrafricaine, Soudan, République démocratique du Congo, Kenya, Gabon, Burkina Faso, Sénégal, Tanzanie, Mali, Mauritanie, Nigeria, Ghana, Tunisie, Angola, Algérie, Côte d'Ivoire, Seychelles, Érythrée, Libye   |
| Océanie                       | 12     | Australie, Tonga, Kiribati, Nauru, Palaos, Tuvalu, Papouasie-Nouvelle-Guinée, Samoa, Fidji, Iles Marshall, Salomon, Vanuatu |
| Organisations Internationales | 9      | Convention sur la diversité biologique, Organisation des Nations unies pour l'alimentation et l'agriculture, Fonds pour l'environnement mondial, Comité international olympique, Groupe d'experts intergouvernemental sur l'évolution du climat, OECD, PEMSEA, ONU, WFP                                        |

## Mascottes et emblème

### Mascottes
Les mascottes de l’Exposition de Yeosu sont deux planctons nommés « Yeony » et « Suny » ; à l'origine de toute vie maritime, ils symbolisent la protection des océans et des côtes. Leurs couleurs sont respectivement - le bleu foncé - qui représente les ressources naturelles offertes par la mer, et la mer elle-même - et le rouge - qui symbolise les espèces vivantes. Les créateurs de l'Exposition se sont inspirés des tentacules des espèces vivantes des fonds marin (Cephalopoda) pour représenter la communion avec les visiteurs de l’Exposition.
Le radical des noms « Yeony » et « Suny » est le nom de la ville d’hôte. La  prononciation du mot « Yeony » ressemble à un adjectif coréen « yeon » qui signifie « l’ouverture » et qui symbolise, par là, le succès de l'ouverture de l'Exposition et de ce qu'elle a à apporter aux citoyens du monde ; le nom « Suny » est un prénom mixte ; le mot « su » est un homophone qui signifie à la fois l’eau et l’excellence en coréen.

### Emblème
L’emblème de l’Exposition qui est un facteur fondamental du système EI (Expo identity), représente l’Expo 2012 Yeosu. Cet emblème est une abstraction des systèmes organiques : le rouge représente l’écosystème vivant, le bleu les océans et le vert l'environnement, finalement l’ensemble des couleurs représente le thème principal de l'Exposition : « des côtes et des océans vivants ». De plus, la forme ronde symbolise la terre, avec ses trois couleurs dynamiques et des vagues blanches au centre représentant le courant des eaux côtières ; cet emblème a un caractère futuriste.

## Vision et objectif

### Vision
La vision a été définie à trois niveaux :
- Pour l'humanité, il s'agit de proposer un nouveau modèle de l’économie maritime et d'améliorer la culture maritime. Face au post-protocole de Kyoto, l’Expo 2012 cherche une solution au problème mondial de l’environnement. L’Expo 2012 considère la mer comme un patrimoine à préserver. La ville de Yeosu va désormais se développer comme une ville leader de la nouvelle économie maritime durable basée sur les technologies.
- Pour la Corée, il s'agit de développer des nouvelles technologies maritimes et encourager l’industrie concernée comme moteurs de développement. L’Expo 2012 développe des technologies créatives : techniques d’utilisation de l’énergie marine, biotechnologies, techniques environnementales de contrôle de la pollution, techniques aptes au changement climatique. En encourageant de nouveaux domaines de l’industrie maritime (sports nautiques, tourisme nautique, transports par voie maritime, énergie marine), l’Expo 2012 participe au projet étatique de développement durable nommé « croissance verte ».
- Pour la région, l’Exposition rend service au développement équitable des communautés régionales. À l’occasion de cette Exposition, les collectivités locales obtiennent des subventions de l’État accordées au développement équitable. La région doit profiter de l'Exposition, même après son déroulement. Yeosu, les villes voisines et la région littorale de la mer du Sud doivent se transformer en ceinture de loisirs maritimes internationale.

### Objectif
L'Exposition poursuit quatre objectifs. Elle veut être :
- une Expo pour l'ensemble des humains, les océans et les côtes ;
- une Expo de participation et d'émotion avec des spectacles et une mise en scène originale ;
- une Expo futuriste avec des techniques de pointe ;
- une Expo de la paix et de la coopération mondiale :
« La déclaration de Yeosu » donnant une perspective à l'après Kyoto est soumise à l'adoption. Un « Projet Yeosu » est mis en œuvre qui vise à soutenir les pays en voie de développement qui souffrent de problèmes maritimes ou côtiers.

### Utilisation après la clôture
Il est prévu d’accueillir des établissements de recherches pour que Yeosu puisse devenir une ville écologique avec des technologies et une industrie maritimes de pointe.

## Infrastructures

### Pavillons

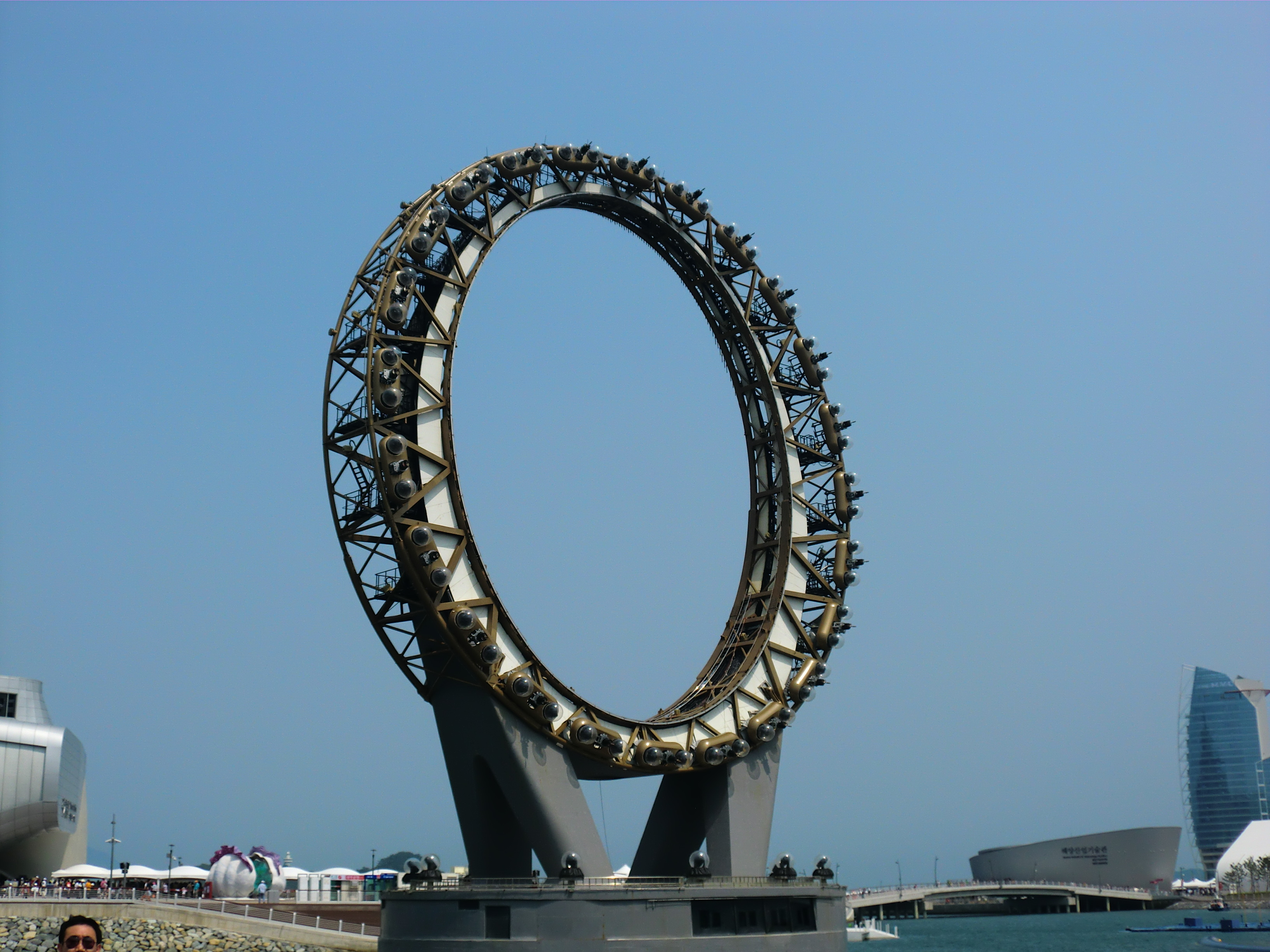
Le grand O

#### Pavillon de la Corée du Sud
Le pavillon de la Corée du Sud, qui symbolise l’Expo 2012 Yeosu, est un bâtiment à taux zéro d’émission de CO2. Il propose un nouveau modèle d'architecture d’avenir, une architecture verte. Les Expositions du passé, du présent, et du futur de l’industrie maritime coréenne ainsi que de nouvelles technologies y ont eu lieu.

#### Pavillon international
Au pavillon international, symbole de la coexistence et coprospérité à travers les cinq océans, une centaine de pays participants représentent leur pays. Ce pavillon est conçu en structure flexible pour faciliter la transformation et la rénovation ; il sera après l’Exposition utilisé de façon pro-environnementale. Avec une surface utile de 71 700 m2, il englobe les pavillons de chaque nation. Celui de la France a pour thème « le voyage des cristaux de sel de l'eau saline vers l'eau douce », est axé sur les techniques de dessalement de l'eau de mer et présente aussi aux visiteurs la beauté des côtes de la France. De plus des robots viennent égayer l'ensemble avec notamment des robots poissons Jessiko dans la salle des cristaux et des bras musiciens dans le jardin cellulaire. Le pavillon a été conçu par l'architecte David-Pierre Jalicon. L'état français a versé un total de 7 millions d'euros pour ce projet.

#### Pavillon thématique
Le pavillon thématique (6 000 m2 de surface utile), bâtiment de référence, réalise symboliquement le thème « Pour des océans et des côtes vivants ». Non seulement son architecture mais aussi les expositions qui y prendront place ont pour objet d’utiliser les technologies pro-environnementales et économes en énergie et d’assurer un futur durable.

### Autres bâtiments

#### Aquarium
Dans cet immense aquarium, les visiteurs peuvent retrouver le cachalot blanc, le phoque de Sibérie, le dragon de mer et autres espèces maritimes rarissimes.

#### Expo Town
Expo Town est développé comme un village marin pro-environnemental et utilisé comme un banc-test à l’occasion du projet pilote de Green Home. Après l’Exposition, il est en village de vacances et en complexe résidentiel.

## Autour de l’Exposition

### Déclaration de Yeosu
L’environnement océanique est menacé par différents facteurs ; la surpêche, la pollution de l’eau de mer et autres. La préservation et l’utilisation durable des ressources marines sont donc difficiles. La Déclaration de Yeosu demande à tous les pays de résoudre ces problèmes ensemble et souligne l’importance de la coopération internationale et des efforts pratiques. Elle a été soumise à adoption pendant l’Exposition, avec le soutien de la communauté internationale qui souhaite un développement durable. Préalablement à sa signature, les villes partenaires de l’Exposition se sont engagées à certaines mesures environnementales dont la construction de bâtiments respectueux de l’environnement.

### Projet Yeosu
Le Projet Yeosu, selon l’esprit de la déclaration de Yeosu, est un projet pour soutenir les pays en voie de développement qui souffrent de problèmes maritimes ou côtiers. La Corée du Sud va mettre en place ce projet en discutant avec des organisations internationales et des pays susceptibles d’en bénéficier.

## Historique
Le 6 octobre 2010, visite du président du comité d’organisation, Kang Dong-Suk, des pays participants de l’Exposition universelle. Également, une mise en place du village officiel près du site principal de l’Exposition a été faite. En date du 3 août 2010, 61 pays, y compris les États-Unis participent à l'Exposition. Le 22 juillet 2010, « Séminaire de l’économie bleue » est organisé par le comité d’organisation de l’Expo 2012 Yeosu. Le 17 mai 2010, évènement promotionnel « J-2 ans », à Shanghai (Chine).